# Mostec
Mostec je selo u Općini Brežice u istočnoj Sloveniji. Mostec se nalazi u pokrajini Štajerskoj i statističkoj regiji Donjoposavskoj.

## Povijest
Iza Drugoga svjetskog rata ovdje je bilo veliko stratište politički nepodobnih. Mostečka masovna grobnica jedna je prvih masovnih grobnica za koju se doznalo nakon što se o tome smjelo javno govoriti te je još 1995. godine bilo obavješteno državno odvjetništvo. Budući da će dio područja Mosteca bit će potopljen zbog izgradnje akumulacije za HE Brežice, pregledan je protutenkovski rov u koji su bačene žrtve i pronađeni su ostatci barem 139 osoba slovenskog, hrvatskog i njemačkog podrijetla. Većinom su prema pretpostavkama strijeljani pripadnici poraženih vojska, ali ima i ostataka civila i žena. Konačne brojke znat će se nakon završetka ekshumacije i provedene antropološke analize.

## Promet
Kroz selo prolazi cesta 420. koja povezuje Dobovu i Brežice. Uz cestu je izgrađena odvojena biciklistička staza, no kroz sam Mostec je izvedena kao biciklistička traka na kolniku.

## Stanovništvo
Prema popisu stanovništva iz 2002. godine Mostec je imao 181 stanovnika.

### Etnički sastav
1991. godina:
- Slovenci: 187 (93,5%)
- Hrvati: 10 (5%)
- Srbi: 1
- Jugoslaveni: 1
- ostali: 1

## Vanjske poveznice
- Satelitska snimka naselja  Arhivirana inačica izvorne stranice od 29. srpnja 2017. (Wayback Machine)